# Times Like These
Times Like These – drugi singel rockowego zespołu Foo Fighters z ich czwartego studyjnego albumu One by One. Został wydany na dwóch różnych dyskach w 2003 roku. Tekst utworu „I'm a new day rising” został zaczerpnięty z albumu zespołu rockowego Hüsker Dü, który jest jednym z ulubionych zespołów Dave’a Grohla.
Utwór ten został użyty w kampanii prezydenckiej przez George’a W. Busha w 2004 roku. Kiedy Grohl zauważył, że Bush promuje swoją kampanie za pomocą tego utworu, wraz z całym zespołem publicznie poparł Johna Kerry’ego.
Piosenka została użyta w filmach: The Benchwarmers, American Pie: Wesele.
Amerykańska piosenkarka pop JoJo nagrała cover tej piosenki w czasie audycji Jo Whiley.

## Lista utworów

### CD1
1. „Times Like These”
2. „Life of Illusion” (Joe Walsh cover)
3. „Planet Claire” (Live, featuring Fred Schneider of The B-52’s)
4. Enhanced Section („Nice Hat”)
5. Enhanced Section („Black Slapper”)

### CD2
1. „Times Like These”
2. „Normal”
3. „Learn to Fly” (Live)
4. Enhanced Section („Japanese Grunge”)

### Japońskie EP
1. „Times Like These”
2. „Life of Illusion”
3. „The One”
4. „Normal”
5. „Planet Claire” (Live, featuring Fred Schneider of The B-52’s)
6. „Learn to Fly” (Live)

## Pozycje na listach
| Lista (2003)                   | Pozycja |
| ------------------------------ | ------- |
| Australian Singles Chart       | 19      |
| Dutch Singles Chart            | 90      |
| Eurochart Hot 100 Singles      | 43      |
| Irish Singles Chart            | 27      |
| UK Singles Chart               | 12      |
| USA Billboard Hot 100          | 65      |
| USA Hot Modern Rock Tracks     | 5       |
| USA Hot Mainstream Rock Tracks | 5       |